# Gerhard Patzig
Gerhard Patzig (* 4. September 1927 in Burgk; † 29. Juli 2009) war ein deutscher Kunsthändler und Maler.

## Leben
Patzig wuchs in der Nachbarschaft des Kunstmalers Hermann Lange auf. Nach der Schule lernte er Maschinenbauer. 1946 nahm er Unterricht beim Akademiemaler A. H. Köhler in Dresden und erhielt eine Stelle in der Galerie „Schlüter“ in Freital. Dort zeigte er 1947 seine erste Ausstellung.
1954 gründete Patzig eine eigene Kunsthandlung mit Antiquariat in Freital, die 1983 mit der Begründung von Steuerschulden geschlossen werden musste. Nach dieser Zeit begann er wieder verstärkt zu malen und zeigte 1989 seine erste Personalausstellung in Dresden.
Im Jahr 2008 wurde Gerhard Patzig mit dem Kunstpreis der Stadt Freital geehrt.